# Saphenophis sneiderni
Espèce
Saphenophis sneiderni  est une espèce de serpents de la famille des Dipsadidae.

## Répartition
Cette espèce est endémique du département de Cauca en Colombie.

## Description
L'holotype de Saphenophis sneiderni, une femelle adulte ou subadulte, mesure 422 mm dont 94 mm pour la queue.

## Étymologie
Cette espèce est nommée en l'honneur de Kjell von Sneidern, qui a collecté plusieurs spécimens de ce genre.

## Publication originale
- Myers, 1973 : A new genus for Andean snakes related to Lygophis boursieri and a new species (Colubridae). American Museum Novitates, no 2522, p. 1-37 (texte intégral).